# Neckeropsis microtheca
Neckeropsis microtheca là một loài Rêu trong họ Neckeraceae. Loài này được (Herzog) Broth. miêu tả khoa học đầu tiên năm 1925.